# SIAM SHADE X 〜THE PERFECT COLLECTION〜
『SIAM SHADE X 〜THE PERFECT COLLECTION〜』（シャムシェイド テン・ザ・パーフェクト コレクション）は、SIAM SHADEのボックス・セット。2002年11月27日発売。

## 概要
メジャー・デビュー後に発表されたアルバムや未発表音源などを収録したボックス・セット。10枚組の限定生産。
累計売上枚数は、約0.4万枚。

## 収録曲

### DISC 1
収録曲は『SIAM SHADE II』を参照。

### DISC 2
収録曲は『SIAM SHADE III』を参照。

### DISC 3
収録曲は『SIAM SHADE IV・Zero』を参照。

### DISC 4
収録曲は『SIAM SHADE V』を参照。

### DISC 5
収録曲は『SIAM SHADE VI』を参照。2枚組のアルバムだったが、1枚にまとめて収録された。

### DISC 6
収録曲は『SIAM SHADE VII』を参照。

### DISC 7
収録曲は『SIAM SHADE VIII B-side Collection』を参照。16曲目に10thシングル「曇りのち晴れ」のカップリング「PRIDE (METAL SEX Ver.〜1998有明〜)」が追加収録された。

### DISC 8
1. Life
14thシングル。
2. アドレナリン
15thシングル。
3. LOVE
16thシングル。
4. LOVESICK 〜You Don't Know〜 (Unplugged Version)
4thアルバム『SIAM SHADE V』の購入応募特典で配布された音源。

### DISC 9
DISC 9・10は、ライブビデオ・DVD『SIAM SHADE V7 Live in 武道館 LEGEND of SANCTUARY』での音源。
1. JUMPING JUNKIE
14thシングル「Life」カップリング。
2. Outsider
5thアルバム『SIAM SHADE VI』収録曲。
3. D.Z.I.
8thシングル「Dreams」カップリング。
4. NO CONTROL
インディーズアルバム『SIAM SHADE』収録曲。
5. Imagination
インディーズアルバム『SIAM SHADE』収録曲。
6. アドレナリン
15thシングル。
7. RAIN
デビューシングル。
8. CALLING
1stアルバム『SIAM SHADE II』収録曲。
9. Life
14thシングル。
10. Shout out
3rdアルバム『SIAM SHADE IV・Zero』収録曲。
11. THE 武道
アルバム未収録。
12. Over the rainbow
16thシングル「LOVE」カップリング。

### DISC 10
1. GET OUT
15thシングル「アドレナリン」カップリング。
2. Why not?
3rdシングル。
3. Happy?
13thシングル「せつなさよりも遠くへ」カップリング。
4. 1/3の純情な感情
6thシングル。
5. PRIDE
2ndアルバム『SIAM SHADE III』収録曲。
6. PRAYER
2ndシングル「TIME'S」カップリング。
7. GET A LIFE
5thアルバム『SIAM SHADE VI』収録曲。
8. LOVESICK 〜You Don't Know〜
2ndアルバム『SIAM SHADE III』収録曲。
9. Dreams
8thシングル。
10. Fine weather day
5thアルバム『SIAM SHADE VI』収録曲。
11. Don't Tell Lies
2ndアルバム『SIAM SHADE III』収録曲。
12. LOVE
16thシングル。